# 象潟站
象潟站（日语：／ Kisakata eki */?）是位於秋田縣仁賀保市象潟町，屬於東日本旅客鐵道（JR東日本）的羽越本線車站。特急「稻穗」停靠此站，而臥鋪特急「曙」、「日本海」和臨時快速「閃亮上越」在過去皆停靠此站。本站在2002年被選為東北車站百選。

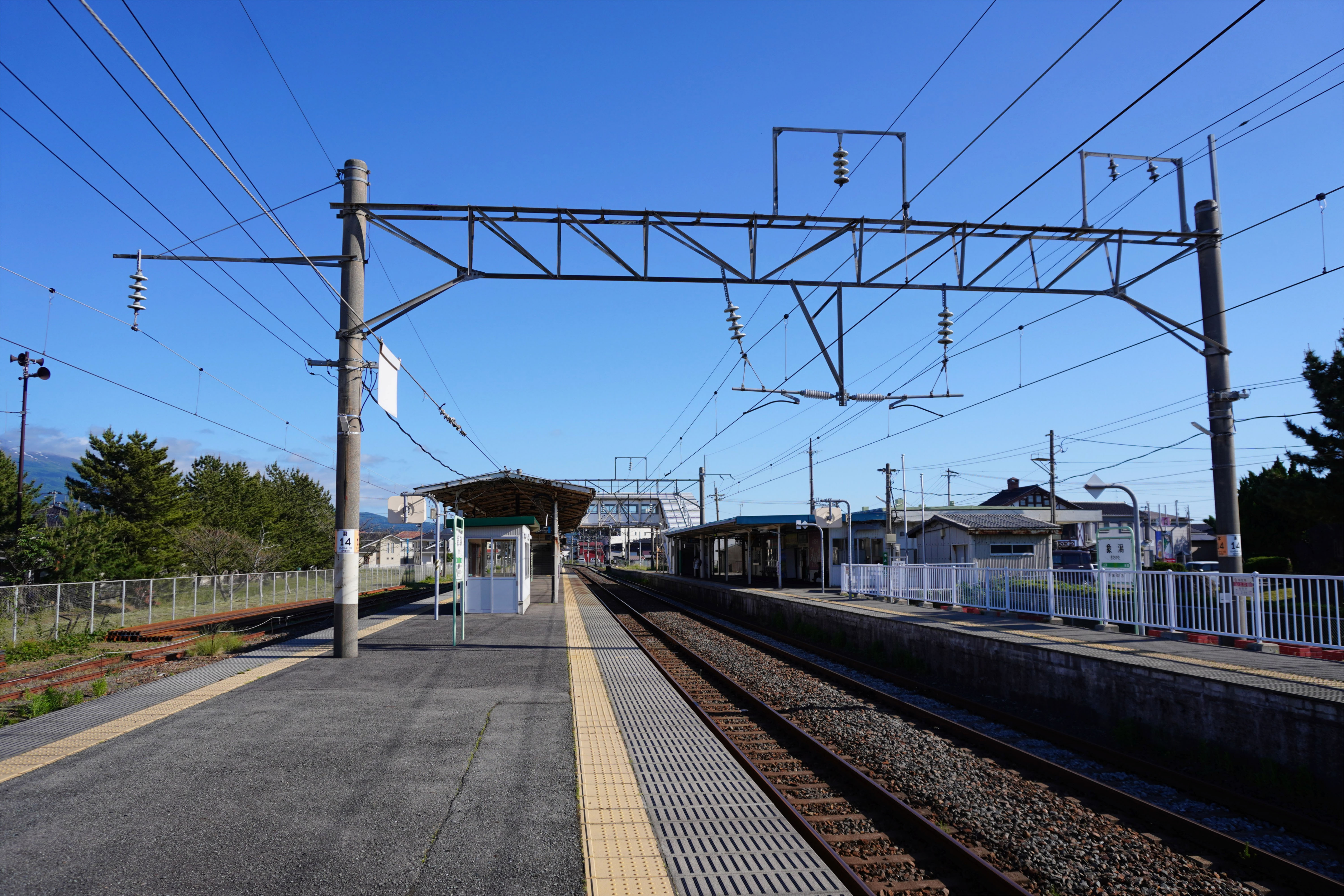
月台（2024年5月）

## 歷史

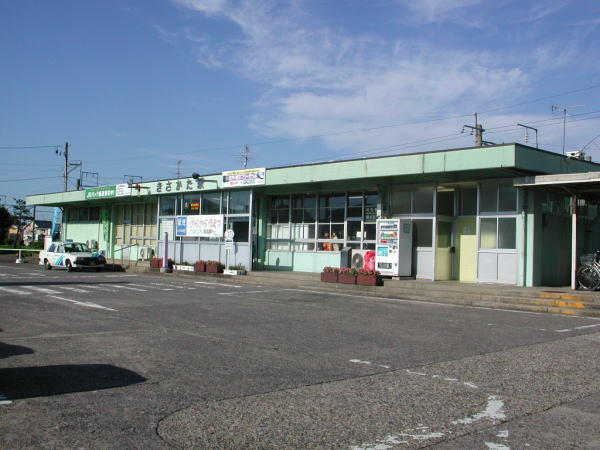
1966年建成的站房（2004年7月）

- 1921年（大正10年）11月15日：鐵道省（國鐵）陸羽西線吹浦站至此站之間開業，此站啟用。當時位於由利郡（日语：由利郡）象潟町（日语：象潟町）[1]。
- 1922年（大正11年）6月30日：陸羽西線此站至羽後本莊站之間開通[2]。
- 1924年（大正13年）4月20日：陸羽西線鼠關站至羽後岩谷站之間編入至羽越線。
- 1925年（大正14年）11月20日：隨著支線與赤谷線啟用，羽越線改名為羽越本線。
- 1966年（昭和41年）11月：車站大樓重建完成。
- 1984年（昭和59年）2月1日：終止於專用線出發的貨物起卸業務。終束此站的貨物輸送業務。
  - 從東邊的側線處向東南方伸展，設有專用線前往松田製線（後來為坂方鋼鐵）（太陽岩大淀工廠）[注釋 1]，並從該處運送鋼板和鋼鐵前往岩手縣釜石。國鐵和松田製線各自擁有機車。松田製線機車與車長車廂放置在上鄉小學內[注釋 2]，後來被撤走。　
  - 另外，在1975年（昭和50年）前，於車站西邊設有秋田石油象潟油庫專用線，在東南邊（TDK象潟工廠遺址南邊）設有大革礦業專用線，這些專用線分別運送石油和礦石。在這些設施關閉後，油庫遺址變成了空地和停車場，大革礦業遺址變成了公民館和體育館。
- 1987年（昭和62年）4月1日：伴隨國鐵分割民營化，車站由東日本旅客鐵道（JR東日本）營運。
- 1993年（平成5年）3月23日：在車站內發生貨物列車出軌事故[3][4]。在事故後，日本貨物鐵道（JR貨物）在下一年度把日本國鐵Koki50000形貨車（日语：国鉄コキ50000形貨車）的底盤更換[4]。
- 2006年（平成18年）3月24日：綠色窗口關閉[5]。同日「你好售票機Kaeru君（日语：もしもし券売機Kaeruくん）」開始投入運作[6]。
- 2010年（平成22年）4月1日：本楯站至上濱站之間各站的管理權轉移至羽後本莊站，此站自行管理。
- 2012年（平成24年）
  - 3月9日：「你好售票機Kaeru君」被指定席售票機取代。
  - 10月1日：隨著舉行秋田地方旅遊活動，車站大樓進行翻新[7][8]。
- 2020年（令和2年）4月1日：成為業務委託車站。取消象潟站長、站長助理。並由羽後本莊站管理。

## 車站構造
本站是地面車站，設有1面1線的單式月台和1面2線的島式月台，共有2面3線的月台。各月台之間設有跨線橋連接。
在2012年4月20日，JR東日本展開秋田地方旅遊活動，並為了觀光客到訪秋田縣時可以看到美麗的車站，因此發表為站房進行翻新工程。新站房在2012年10月1日翻新完成。
此站是由羽後本莊站管理的業務委託車站，並委托JR東日本東北綜合服務負責車站業務。在直營車站時代末期，此站只管理自身車站。車内設有自動售票機、指定席售票機、候車室和觀光詢問處暨商店。

### 月台
| 月台 | 路線      | 上下行     | 方向               |
| ---- | --------- | ---------- | ------------------ |
| 1    | ■羽越本線 | 下行       | 羽後本莊、秋田方向 |
| 2    | ■羽越本線 | 上行       | 酒田、新潟方向     |
| 3    | ■羽越本線 | （待避線） | （待避線）         |

## 使用狀況
根據「JR東日本」資料，在2019年度（令和元年度）1日平均乘車人次為198人。
以下列出近年乘車人次的變化：
| 年度               | 1日平均 乘車人次 | 參考資料        |
| ------------------ | ---------------- | --------------- |
| 2000年（平成12年） | 496              | [ 利用客数 2 ]  |
| 2001年（平成13年） | 436              | [ 利用客数 3 ]  |
| 2002年（平成14年） | 395              | [ 利用客数 4 ]  |
| 2003年（平成15年） | 369              | [ 利用客数 5 ]  |
| 2004年（平成16年） | 340              | [ 利用客数 6 ]  |
| 2005年（平成17年） | 326              | [ 利用客数 7 ]  |
| 2006年（平成18年） | 308              | [ 利用客数 8 ]  |
| 2007年（平成19年） | 311              | [ 利用客数 9 ]  |
| 2008年（平成20年） | 288              | [ 利用客数 10 ] |
| 2009年（平成21年） | 275              | [ 利用客数 11 ] |
| 2010年（平成22年） | 265              | [ 利用客数 12 ] |
| 2011年（平成23年） | 257              | [ 利用客数 13 ] |
| 2012年（平成24年） | 271              | [ 利用客数 14 ] |
| 2013年（平成25年） | 287              | [ 利用客数 15 ] |
| 2014年（平成26年） | 247              | [ 利用客数 16 ] |
| 2015年（平成27年） | 224              | [ 利用客数 17 ] |
| 2016年（平成28年） | 204              | [ 利用客数 18 ] |
| 2017年（平成29年） | 188              | [ 利用客数 19 ] |
| 2018年（平成30年） | 191              | [ 利用客数 20 ] |
| 2019年（令和元年） | 198              | [ 利用客数 1 ]  |

## 車站周邊
- 秋田縣道168號象潟停車場線（日语：秋田県道168号象潟停車場線）
- 仁保賀市政廳（前象潟町（日语：象潟町）公所）
- 象潟郵局
- 國道7號
- 象潟海灘
- 蚶滿寺（日语：蚶満寺）

## 巴士路線
- 羽後交通 - 羽後本莊站、小砂川站方向
- 仁保賀市社區巴士
- 象潟合同的士（日语：象潟合同タクシー）「鳥海藍線」 - 從此站前往鳥海山北邊登山口，在6至10月設有巴士前往鉾立。
- 高速巴士 - 東京（特快鳥海號（日语：エクスプレス鳥海号））、仙台（仙台 - 本莊線（日语：仙台 - 本荘線））方向

## 相鄰車站
東日本旅客鐵道
■羽越本線
- 特急「稻穗」停車站

上濱－象潟－金浦

## 注腳

### 使用狀況
1. 1 2  . 東日本旅客鉄道.   [2020-07-13]. （原始内容存档于2020-07-14） （日语）.
2. ↑  . 東日本旅客鉄道.   [2019-02-28]. （原始内容存档于2019-04-02） （日语）.
3. ↑  . 東日本旅客鉄道.   [2019-02-28]. （原始内容存档于2019-02-22） （日语）.
4. ↑  . 東日本旅客鉄道.   [2019-02-28]. （原始内容存档于2019-04-02） （日语）.
5. ↑  . 東日本旅客鉄道.   [2019-02-28]. （原始内容存档于2019-03-27） （日语）.
6. ↑  . 東日本旅客鉄道.   [2019-02-28]. （原始内容存档于2019-02-23） （日语）.
7. ↑  . 東日本旅客鉄道.   [2019-02-28]. （原始内容存档于2019-04-02） （日语）.
8. ↑  . 東日本旅客鉄道.   [2019-02-28]. （原始内容存档于2019-04-02） （日语）.
9. ↑  . 東日本旅客鉄道.   [2019-02-28]. （原始内容存档于2019-04-02） （日语）.
10. ↑  . 東日本旅客鉄道.   [2019-02-28]. （原始内容存档于2019-02-22） （日语）.
11. ↑  . 東日本旅客鉄道.   [2019-02-28]. （原始内容存档于2019-04-02） （日语）.
12. ↑  . 東日本旅客鉄道.   [2019-02-28]. （原始内容存档于2019-04-02） （日语）.
13. ↑  . 東日本旅客鉄道.   [2019-02-28]. （原始内容存档于2019-04-02） （日语）.
14. ↑  . 東日本旅客鉄道.   [2019-02-28]. （原始内容存档于2019-03-27） （日语）.
15. ↑  . 東日本旅客鉄道.   [2019-02-28]. （原始内容存档于2019-03-06） （日语）.
16. ↑  . 東日本旅客鉄道.   [2019-02-28]. （原始内容存档于2019-03-06） （日语）.
17. ↑  . 東日本旅客鉄道.   [2019-02-28]. （原始内容存档于2019-03-23） （日语）.
18. ↑  . 東日本旅客鉄道.   [2019-02-28]. （原始内容存档于2019-02-14） （日语）.
19. ↑  . 東日本旅客鉄道.   [2019-02-28]. （原始内容存档于2019-03-25） （日语）.
20. ↑  . 東日本旅客鉄道.   [2019-07-20]. （原始内容存档于2019-07-05） （日语）.

## 外部連結
- 車站資訊（象潟）：東日本旅客鐵道（日語）